# Villefranche-du-Queyran
Villefranche-du-Queyran är en kommun i departementet Lot-et-Garonne i regionen Nouvelle-Aquitaine i sydvästra Frankrike. Kommunen ligger i kantonen Casteljaloux som tillhör arrondissementet Nérac. År 2022 hade Villefranche-du-Queyran 411 invånare.

## Befolkningsutveckling
Antalet invånare i kommunen Villefranche-du-Queyran
| Referens: INSEE |